# Club General Díaz
Club General Díaz é um clube paraguaio de futebol, com sede na cidade de Luque. Manda seus jogos no Estádio General Adrián Jara,
Fundado em 22 de novembro de 1917, disputa atualmente a terceira divisão do futebol paraguaio.